# Senegalia
Genre
Senegalia est un genre de plantes à fleurs dicotylédones de la famille des Fabaceae, sous-famille des Mimosoideae, à répartition pantropicale, qui comprend plus de 60 espèces acceptées.
Ce genre est issu de la division du genre Acacia « sensu lato » en cinq genres : Vachellia, Senegalia, Acaciella, Mariosousa  et    Acacia décidée lors du 17e congrès international de botanique en 2005.

## Caractéristiques générales
Les espèces du genre Senegalia sont des arbustes, des arbres ou des lianes, inermes ou munies de piquants, mais ne présentant pas d'épines stipulaires. Les piquants sont généralement dispersés, mais peuvent aussi être groupés par deux ou trois, en général aux nœuds ou à proximité de ceux-ci. Les feuilles sont bipennées et le pétiole et le rachis primaire présentent des glandes sessiles ou stipitées en position variable. Les fleurs possèdent un nectaire plus ou moins tubulaire placé au-dessous de l'ovaire. Les inflorescences sont des capitules ou des épis, souvent groupés en inflorescences terminales complexes. Les gousses sont en général déhiscentes, se séparant en deux valves à maturité, ou plus rarement indéhiscentes ou se divisant en articles indéhiscents uniséminés. Les graines sont uniseriées.

## Liste des espèces
Selon Catalogue of Life (17 octobre 2019) :
- Senegalia adenocalyx (Brenan & Exell) Kyal. & Boatwr.
- Senegalia albizioides (Pedley) Pedley
- Senegalia alemquerensis (Huber) Seigler & Ebinger
- Senegalia altiscandens (Ducke) Seigler & Ebinger
- Senegalia amazonica (Benth.) Seigler & Ebinger
- Senegalia amorimii M.J.F.Barros & M.P.Lima
- Senegalia andamanica (I.C.Nielsen) Maslin, Seigler & Ebinger
- Senegalia andongensis (Welw. ex. Hiern) Kyal. & Boatwr.
- Senegalia angico (Mart.) Seigler & Ebinger
- Senegalia anisophylla (S.Watson) Britton & Rose
- Senegalia ankokib (Chiov.) Kyal. & Boatwr.
- Senegalia aristeguietana (L.Cárdenas) Seigler & Ebinger
- Senegalia asak (Forssk.) Kyal. & Boatwr.
- Senegalia ataxacantha (DC.) Kyal. & Boatwr.
- Senegalia bahiensis (Benth.) Seigler & Ebinger
- Senegalia baronii (Villiers & Du Puy) Boatwr.
- Senegalia berlandieri (Benth.) Britton & Rose
- Senegalia bonariensis (Gillies ex Hook. & Arn.) Seigler & Ebinger
- Senegalia borneensis (I.C.Nielsen) Maslin, Seigler & Ebinger
- Senegalia brevispica (Harms) Seigler & Ebinger
- Senegalia burkei (Benth.) Kyal. & Boatwr.
- Senegalia caesia (L.) Maslin, Seigler & Ebinger
- Senegalia caffra (Thunb.) P.J.H.Hurter & Mabb.
- Senegalia caraniana (Chiov.) Kyal. & Boatwr.
- Senegalia catechu (L.f.) P.J.H.Hurter & Mabb.
- Senegalia catharinensis (Burkart) Seigler & Ebinger
- Senegalia chariessa (Milne-Redh.) Kyal. & Boatwr.
- Senegalia cheilanthifolia (Chiov.) Kyal. & Boatwr.
- Senegalia chundra (Roxb. ex Rottler) Maslin
- Senegalia ciliolata (Brenan & Exell) Kyal. & Boatwr.
- Senegalia circummarginata (Chiov.) Kyal. & Boatwr.
- Senegalia comosa (Gagnep.) Maslin, Seigler & Ebinger
- Senegalia condyloclada (Chiov.) Kyal. & Boatwr.
- Senegalia crassifolia (A.Gray) Britton & Rose
- Senegalia croatii Seigler & Ebinger
- Senegalia delavayi (Franch.) Maslin, Seigler & Ebinger
- Senegalia densispina (Thulin) Kyal. & Boatwr.
- Senegalia diadenia (R.Parker) Ragup., Seigler, Ebinger & Maslin
- Senegalia donaldii (Haines) Ragup., Seigler, Ebinger & Maslin
- Senegalia donnaiensis (Gagnep.) Maslin, Seigler & Ebinger
- Senegalia dudgeonii (Craib ex Holland) Kyal. & Boatwr.
- Senegalia ebingeri Seigler
- Senegalia emilioana (Fortunato & Ciald.) Seigler & Ebinger
- Senegalia emoryana (Benth.) Britton & Rose
- Senegalia eriocarpa (Brenan) Kyal. & Boatwr.
- Senegalia erubescens (Welw. ex Oliv.) Kyal. & Boatwr.
- Senegalia erythrocalyx (Brenan) Kyal. & Boatwr.
- Senegalia etilis (Speg.) Seigler & Ebinger
- Senegalia ferruginea (DC.) Pedley
- Senegalia fiebrigii (Hassl.) Seigler & Ebinger
- Senegalia flagellaris (Thulin) Kyal. & Boatwr.
- Senegalia fleckii (Schinz) Boatwr.
- Senegalia fumosa (Thulin) Kyal. & Boatwr.
- Senegalia gageana (Craib) Maslin, Seigler & Ebinger
- Senegalia galpinii (Burtt Davy) Seigler & Ebinger
- Senegalia gaumeri (Blake) Britton & Rose
- Senegalia giganticarpa (G.P.Lewis) Seigler & Ebinger
- Senegalia gilliesii (Steud.) Seigler & Ebinger
- Senegalia globosa (Bocage & Miotto) L.P.Queiroz
- Senegalia goetzei (Harms) Kyal. & Boatwr.
- Senegalia gourmaensis (A.Chev.) Kyal. & Boatwr.
- Senegalia grandisiliqua (Benth.) Seigler & Ebinger
- Senegalia grandistipula (Benth.) Seigler & Ebinger
- Senegalia grazielae M.J.F.Barros & M.P.Lima
- Senegalia greggii (A.Gray) Britton & Rose
- Senegalia hamulosa (Benth.) Boatwr.
- Senegalia harleyi Seigler, Ebinger & P.G.Ribeiro
- Senegalia hatschbachii Seigler, Ebinger & P.G.Ribeiro
- Senegalia hayesii (Benth.) Britton & Rose
- Senegalia hecatophylla (Steud. ex. A.Rich.) Kyal. & Boatwr.
- Senegalia hereroensis (Engl.) Kyal. & Boatwr.
- Senegalia hildebrandtii (Vatke) Boatwr.
- Senegalia hoehnei Seigler, M.P.Lima, M.J.F.Barros & Ebinger
- Senegalia hohenackeri (Craib) Ragup., Seigler, Ebinger & Maslin
- Senegalia iguana (Micheli) Britton & Rose
- Senegalia incerta (Hoehne) Seigler & Ebinger
- Senegalia insuavis (Lace) Pedley
- Senegalia interior Britton & Rose
- Senegalia irwinii Seigler, Ebinger & P.G.Ribeiro
- Senegalia kallunkiae (Grimes & Barneby) Seigler & Ebinger
- Senegalia kamerunensis (Gand.) Kyal. & Boatwr.
- Senegalia kekapur (I.C.Nielsen) Maslin, Seigler & Ebinger
- Senegalia kelloggiana (A.M.Carter & Rudd) Glass & Seigler
- Senegalia klugii (Standl. ex J.F.Macbr.) Seigler & Ebinger
- Senegalia kostermansii (I.C.Nielsen) Maslin, Seigler & Ebinger
- Senegalia kraussiana (Meisn. ex Benth.) Kyal. & Boatwr.
- Senegalia kuhlmannii (Ducke) Seigler & Ebinger
- Senegalia lacerans (Benth.) Seigler & Ebinger
- Senegalia laeta (R.Br. ex Benth.) Seigler & Ebinger
- Senegalia langsdorfii (Benth.) Seigler & Ebinger
- Senegalia lankaensis (Kosterm.) Ragup., Seigler, Ebinger & Maslin
- Senegalia lasiophylla (Benth.) Seigler & Ebinger
- Senegalia latistipulata (Harms) Kyal. & Boatwr.
- Senegalia lenticularis (Buch.-Ham ex Benth.) Ragup., Seigler, Ebinger & Maslin
- Senegalia loretensis (J.F.Macbr.) Seigler & Ebinger
- Senegalia lotterii N.Hahn
- Senegalia lowei (L.Rico) Seigler & Ebinger
- Senegalia lujae (De Wild.) Kyal. & Boatwr.
- Senegalia macbridei (Britton & Rose ex J.F.Macbr.) Seigler & Ebinger
- Senegalia macilenta (Rose) Britton & Rose
- Senegalia macrostachya (Rchb. ex DC.) Kyal. & Boatwr.
- Senegalia magnibracteosa (Burkart) Seigler & Ebinger
- Senegalia mahrana (Thulin & Al-Gifri) Ragup., Seigler, Ebinger & Maslin
- Senegalia manubensis (J.H.Ross) Kyal. & Boatwr.
- Senegalia martii (Benth.) Seigler & Ebinger
- Senegalia martiusiana (Steud.) Seigler & Ebinger
- Senegalia maschalocephala (Griseb.) Britton & Rose
- Senegalia mattogrossensis (Malme) Seigler & Ebinger
- Senegalia meeboldii (Craib) Maslin, Seigler & Ebinger
- Senegalia megaladena (Desv.) Maslin, Seigler & Ebinger
- Senegalia mellifera (Vahl) Seigler & Ebinger
- Senegalia menabeensis (Villiers & Du Puy) Boatwr.
- Senegalia meridionalis (Villiers & Du Puy) Boatwr.
- Senegalia merrillii (I.C.Nielsen) Maslin, Seigler & Ebinger
- Senegalia micrantha Britton & Rose
- Senegalia miersii (Benth.) Seigler & Ebinger
- Senegalia mikanii (Benth.) Seigler & Ebinger
- Senegalia mirandae (L.Rico) Seigler & Ebinger
- Senegalia modesta (Wall.) P.J.H.Hurter
- Senegalia moggii (Thulin & Tardelli) Kyal. & Boatwr.
- Senegalia monacantha (Willd.) Seigler & Ebinger
- Senegalia montigena (Brenan & Exell) Kyal. & Boatwr.
- Senegalia montis-usti (Merxm. & A.Schreib.) Kyal. & Boatwr.
- Senegalia multipinnata (Ducke) Seigler & Ebinger
- Senegalia nigrescens (Oliv.) P.J.H.Hurter
- Senegalia nitidifolia (Speg.) Seigler & Ebinger
- Senegalia occidentalis (Rose) Britton & Rose
- Senegalia ochracea (Thulin & Hassan) Kyal. & Boatwr.
- Senegalia ogadensis (Chiov.) Kyal. & Boatwr.
- Senegalia olivensana (G.P.Lewis) Seigler & Ebinger
- Senegalia oliveri (Vatke) Kyal. & Boatwr.
- Senegalia paganuccii Seigler, Ebinger & P.G.Ribeiro
- Senegalia painteri Britton & Rose
- Senegalia palawanensis (I.C.Nielsen) Maslin, Seigler & Ebinger
- Senegalia paraensis (Ducke) Seigler & Ebinger
- Senegalia parviceps (Speg.) Seigler & Ebinger
- Senegalia pedicellata (Benth.) Seigler & Ebinger
- Senegalia peninsularis Britton & Rose
- Senegalia pennata (L.) Maslin
- Senegalia pentagona (Schumach.) Kyal. & Boatwr.
- Senegalia persiciflora (Pax) Kyal. & Boatwr.
- Senegalia pervillei (Benth.) Boatwr.
- Senegalia petrensis (Thulin) Kyal. & Boatwr.
- Senegalia piauhiensis (Benth.) Seigler & Ebinger
- Senegalia picachensis (Brandegee) Britton & Rose
- Senegalia piptadenioides (G.P.Lewis) Seigler & Ebinger
- Senegalia pluricapitata (Steud. ex Benth.) Maslin, Seigler & Ebinger
- Senegalia pluriglandulosa (Verdc.) Maslin, Seigler & Ebinger
- Senegalia podadenia Britton & Killip
- Senegalia polhillii (Villiers & Du Puy) Boatwr.
- Senegalia polyacantha (Willd.) Seigler & Ebinger
- Senegalia polyphylla (DC.) Britton & Rose
- Senegalia potosina Britton & Rose
- Senegalia praecox (Griseb.) Seigler & Ebinger
- Senegalia pruinescens (Kurz) Maslin, Seigler & Ebinger
- Senegalia pseudointsia (Miq.) Maslin, Seigler & Ebinger
- Senegalia pseudonigrescens (Brenan & J.H.Ross) Kyal. & Boatwr.
- Senegalia pteridifolia (Benth.) Seigler & Ebinger
- Senegalia purpusii (Brandegee) Britton & Rose
- Senegalia recurva (Benth.) Seigler & Ebinger
- Senegalia reniformis (Benth.) Britton & Rose
- Senegalia rhytidocarpa (L.Rico) Seigler & Ebinger
- Senegalia ricoae (Bocage & Miotto) L.P.Queiroz
- Senegalia riparia (Kunth) Britton & Rose
- Senegalia robynsiana (Merxm. & A.Schreib.) Kyal. & Boatwr.
- Senegalia roemeriana (Scheele) Britton & Rose
- Senegalia rostrata (Humb. & Bonpl. ex Willd.) Seigler & Ebinger
- Senegalia rovumae (Oliv.) Kyal. & Boatwr.
- Senegalia rugata (Lam.) Britton & Rose
- Senegalia sakalava (Drake) Boatwr.
- Senegalia scandens Seigler & Ebinger
- Senegalia schlechteri (Harms) Kyal. & Boatwr.
- Senegalia schweinfurthii (Brenan & Exell) Seigler & Ebinger
- Senegalia senegal (L.) Britton
- Senegalia serra (Benth.) Seigler & Ebinger
- Senegalia somalensis (Vatke) Kyal. & Boatwr.
- Senegalia sororia (Standl.) Britton & Rose
- Senegalia subangulata (Rose) Britton & Rose
- Senegalia subsessilis Britton & Rose
- Senegalia sulitii (I.C.Nielsen) Maslin, Seigler & Ebinger
- Senegalia tamarindifolia (L.) Britton & Rose
- Senegalia tanganyikensis (Brenan) Kyal. & Boatwr.
- Senegalia tawitawiensis (I.C.Nielsen) Maslin, Seigler & Ebinger
- Senegalia taylorii (Brenan & Exell) Kyal. & Boatwr.
- Senegalia teniana (Harms) Maslin, Seigler & Ebinger
- Senegalia tenuifolia (L.) Britton & Rose
- Senegalia tephrodermis (Brenan) Kyal. & Boatwr.
- Senegalia thailandica (I.C.Nielsen) Maslin, Seigler & Ebinger
- Senegalia thomasii (Harms) Kyal. & Boatwr.
- Senegalia tomentella Britton & Killip
- Senegalia tonkinensis (I.C.Nielsen) Maslin, Seigler & Ebinger
- Senegalia torta (Roxb.) Maslin, Seigler & Ebinger
- Senegalia trijuga (Rizzini) Seigler & Ebinger
- Senegalia tubulifera (Benth.) Seigler & Ebinger
- Senegalia tucumanensis (Griseb.) Seigler & Ebinger
- Senegalia turneri Seigler, Ebinger & Glass
- Senegalia velutina (DC.) Seigler & Ebinger
- Senegalia venosa (Hochst. ex Benth.) Kyal. & Boatwr.
- Senegalia verheijenii (I.C.Nielsen) Maslin, Seigler & Ebinger
- Senegalia vietnamensis (I.C.Nielsen) Maslin, Seigler & Ebinger
- Senegalia weberbaueri (Harms) Seigler & Ebinger
- Senegalia welwitschii (Oliv.) Kyal. & Boatwr.
- Senegalia wrightii (Benth.) Britton & Rose
- Senegalia yunnanensis (Franch.) Maslin, Seigler & Ebinger
- Senegalia zamudii Seigler, Ebinger & Glass
- Senegalia zizyphispina (Chiov.) Kyal. & Boatwr.